# Allichamps
Pour les articles homonymes, voir Allichamps (homonymie).
Allichamps est une commune française, située dans le département de la Haute-Marne en région Grand Est, faisant partie de la communauté de communes Saint-Dizier, Der & Blaise.

## Géographie

### Hydrographie
La commune est dans la région hydrographique « la Seine de sa source au confluent de l'Oise (exclu) » au sein du bassin Seine-Normandie. Elle est drainée par la Blaise, le ruisseau des Fabriques, le bras 01 de l'Epineux, le canal d'Alimentation Par la Blaise du Barrage Réservoir Marne, le canal de Saint-Dizier à Wassy (canal désaffecté) et le cours d'eau 02 de l'Étang du Chenil,.
La Blaise, d'une longueur de 86 km, prend sa source dans la commune de Gillancourt et se jette  dans la Marne à Isle-sur-Marne, après avoir traversé 34 communes.

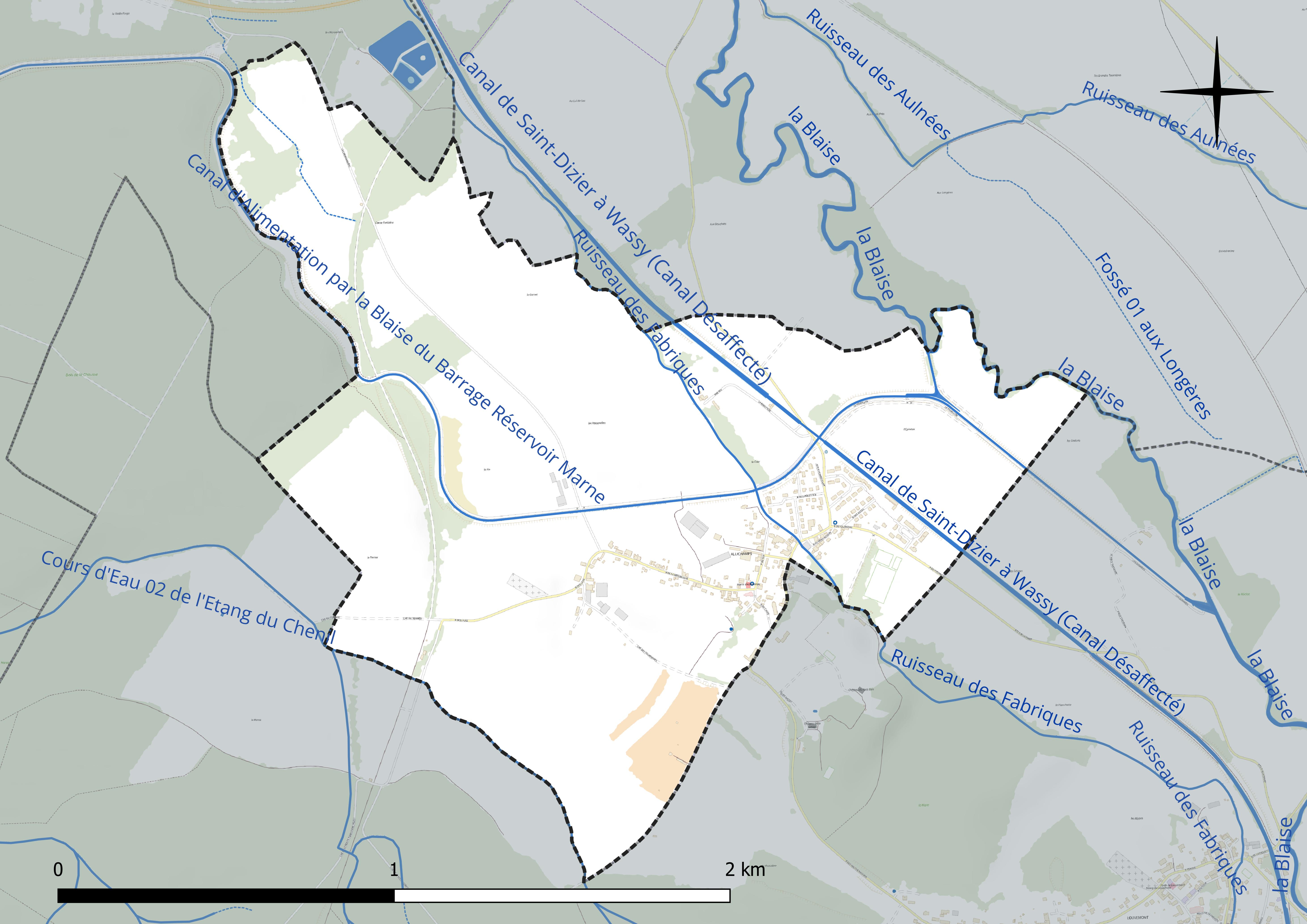
Réseau hydrographique d'Allichamps.

### Climat
Pour des articles plus généraux, voir Climat du Grand Est et Climat de la Haute-Marne.
En 2010, le climat de la commune est de type climat des marges montargnardes, selon une étude du Centre national de la recherche scientifique s'appuyant sur une série de données couvrant la période 1971-2000. En 2020, Météo-France publie une typologie des climats de la France métropolitaine dans laquelle la commune est exposée à un climat océanique altéré et est dans la région climatique Lorraine, plateau de Langres, Morvan, caractérisée par un hiver rude (1,5 °C), des vents modérés et des brouillards fréquents en automne et hiver.
Pour la période 1971-2000, la température annuelle moyenne est de 10,5 °C, avec une amplitude thermique annuelle de 15,6 °C. Le cumul annuel moyen de précipitations est de 885 mm, avec 13 jours de précipitations en janvier et 9,1 jours en juillet. Pour la période 1991-2020, la température moyenne annuelle observée sur la station météorologique de Météo-France la plus proche, « Saint-Dizier », sur la commune de Saint-Dizier à 10 km à vol d'oiseau, est de 11,6 °C et le cumul annuel moyen de précipitations est de 794,5 mm. 
La température maximale relevée sur cette station est de 41,4 °C, atteinte le 25 juillet 2019 ; la température minimale est de −22,5 °C, atteinte le 14 février 1956,,.
Les paramètres climatiques de la commune ont été estimés pour le milieu du siècle (2041-2070) selon différents scénarios d'émission de gaz à effet de serre à partir des nouvelles projections climatiques de référence DRIAS-2020. Ils sont consultables sur un site dédié publié par Météo-France en novembre 2022.

## Urbanisme

### Typologie
Au 1er janvier 2024, Allichamps est catégorisée bourg rural, selon la nouvelle grille communale de densité à sept niveaux définie par l'Insee en 2022.
Elle est située hors unité urbaine. Par ailleurs la commune fait partie de l'aire d'attraction de Saint-Dizier, dont elle est une commune de la couronne,. Cette aire, qui regroupe 72 communes, est catégorisée dans les aires de 50 000 à moins de 200 000 habitants,.

### Occupation des sols
L'occupation des sols de la commune, telle qu'elle ressort de la base de données européenne d’occupation biophysique des sols Corine Land Cover (CLC), est marquée par l'importance des territoires agricoles (78,3 % en 2018), une proportion sensiblement équivalente à celle de 1990 (77,9 %). La répartition détaillée en 2018 est la suivante : 
terres arables (65,5 %), zones agricoles hétérogènes (12,9 %), forêts (12,6 %), zones urbanisées (9 %). L'évolution de l’occupation des sols de la commune et de ses infrastructures peut être observée sur les différentes représentations cartographiques du territoire : la carte de Cassini (XVIIIe siècle), la carte d'état-major (1820-1866) et les cartes ou photos aériennes de l'IGN pour la période actuelle (1950 à aujourd'hui).

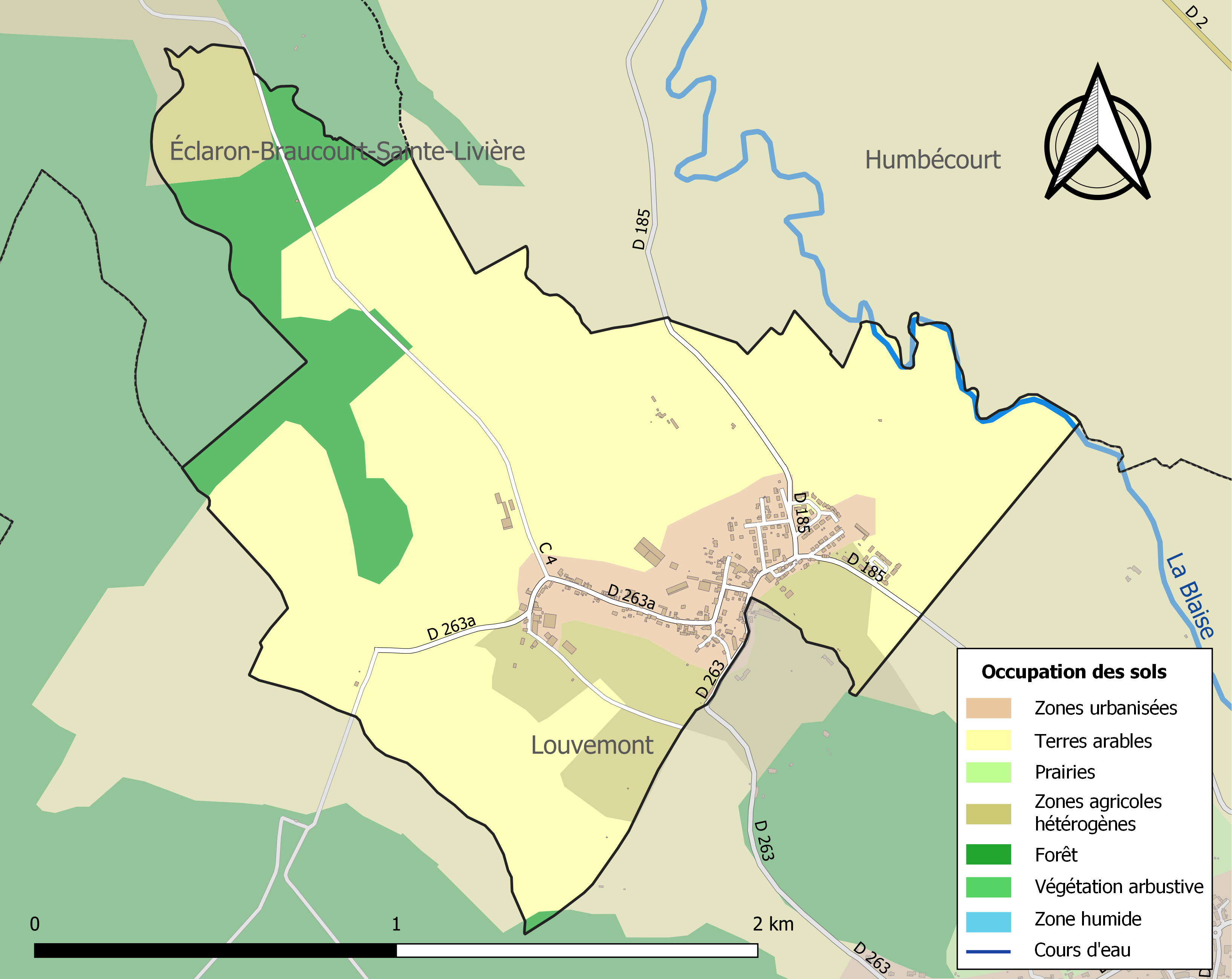
Carte des infrastructures et de l'occupation des sols de la commune en 2018 (CLC).

## Toponymie
Le nom de la localité est attesté sous les formes Haileschans (1241) ; Alichamp (1316) ; Allichamp (1576) ; Allichant (1734) ; Allichamps (XVIIIe siècle).

Du bas latin *allisii campos « champs de la mort, cimetière ».

## Histoire
En 1659, Allichamps fait partie de la guerre entre communes voisines avec Éclaron, Louvemont et Humbécourt, qui durera du 16 mai au 29 novembre. La cause de cette querelle étant la délimitation de la Blaise.
Allichamps possède un haut-fourneau qui fait partie du chapelet des fonderies de la Haute-Marne. La Société Jules Viry et Cie débute en 1856 et fonctionne jusqu'en 1990. Lors de la migration de la sidérurgie en Lorraine, la fonderie Viry se reconvertit dans la fabrication des cadres de pianos, fournissant les plus grands facteurs français, comme Pleyel, Erard, Gaveau et Klein.

## Politique et administration

### Liste des maires
| Période                                  | Période   | Identité         | Étiquette | Qualité       |
| ---------------------------------------- | --------- | ---------------- | --------- | ------------- |
| ?                                        | mars 2001 | Gilles Mérat     | RPR       |               |
| mars 2001                                | 2014      | Jean-Marc Colson |           |               |
| mars 2014                                | En cours  | Mélanie Cadorin  | DVD       | Fonctionnaire |
| Les données manquantes sont à compléter. |           |                  |           |               |

## Population et société

### Démographie

#### Évolution démographique
L'évolution du nombre d'habitants est connue à travers les recensements de la population effectués dans la commune depuis 1793. Pour les communes de moins de 10 000 habitants, une enquête de recensement portant sur toute la population est réalisée tous les cinq ans, les populations de référence des années intermédiaires étant quant à elles estimées par interpolation ou extrapolation. Pour la commune, le premier recensement exhaustif entrant dans le cadre du nouveau dispositif a été réalisé en 2004.

En 2022, la commune comptait 362 habitants, en évolution de +5,54 % par rapport à 2016 (Haute-Marne : −4,62 %, France hors Mayotte : +2,11 %).
| 1793 | 1800 | 1806 | 1821 | 1831 | 1836 | 1841 | 1846 | 1851 |
| ---- | ---- | ---- | ---- | ---- | ---- | ---- | ---- | ---- |
| 236  | 263  | 270  | 250  | 327  | 380  | 364  | 403  | 377  |

| 1856 | 1861 | 1866 | 1872 | 1876 | 1881 | 1886 | 1891 | 1896 |
| ---- | ---- | ---- | ---- | ---- | ---- | ---- | ---- | ---- |
| 354  | 415  | 446  | 448  | 446  | 456  | 441  | 401  | 468  |

| 1901 | 1906 | 1911 | 1921 | 1926 | 1931 | 1936 | 1946 | 1954 |
| ---- | ---- | ---- | ---- | ---- | ---- | ---- | ---- | ---- |
| 453  | 442  | 402  | 316  | 304  | 303  | 350  | 303  | 329  |

| 1962 | 1968 | 1975 | 1982 | 1990 | 1999 | 2004 | 2006 | 2009 |
| ---- | ---- | ---- | ---- | ---- | ---- | ---- | ---- | ---- |
| 421  | 417  | 409  | 453  | 382  | 371  | 385  | 376  | 401  |

| 2014 | 2019 | 2022 | - | - | - | - | - | - |
| ---- | ---- | ---- | - | - | - | - | - | - |
| 360  | 355  | 362  | - | - | - | - | - | - |

## Culture locale et patrimoine

### Lieux et monuments
- Église Notre-Dame-de-l'Assomption

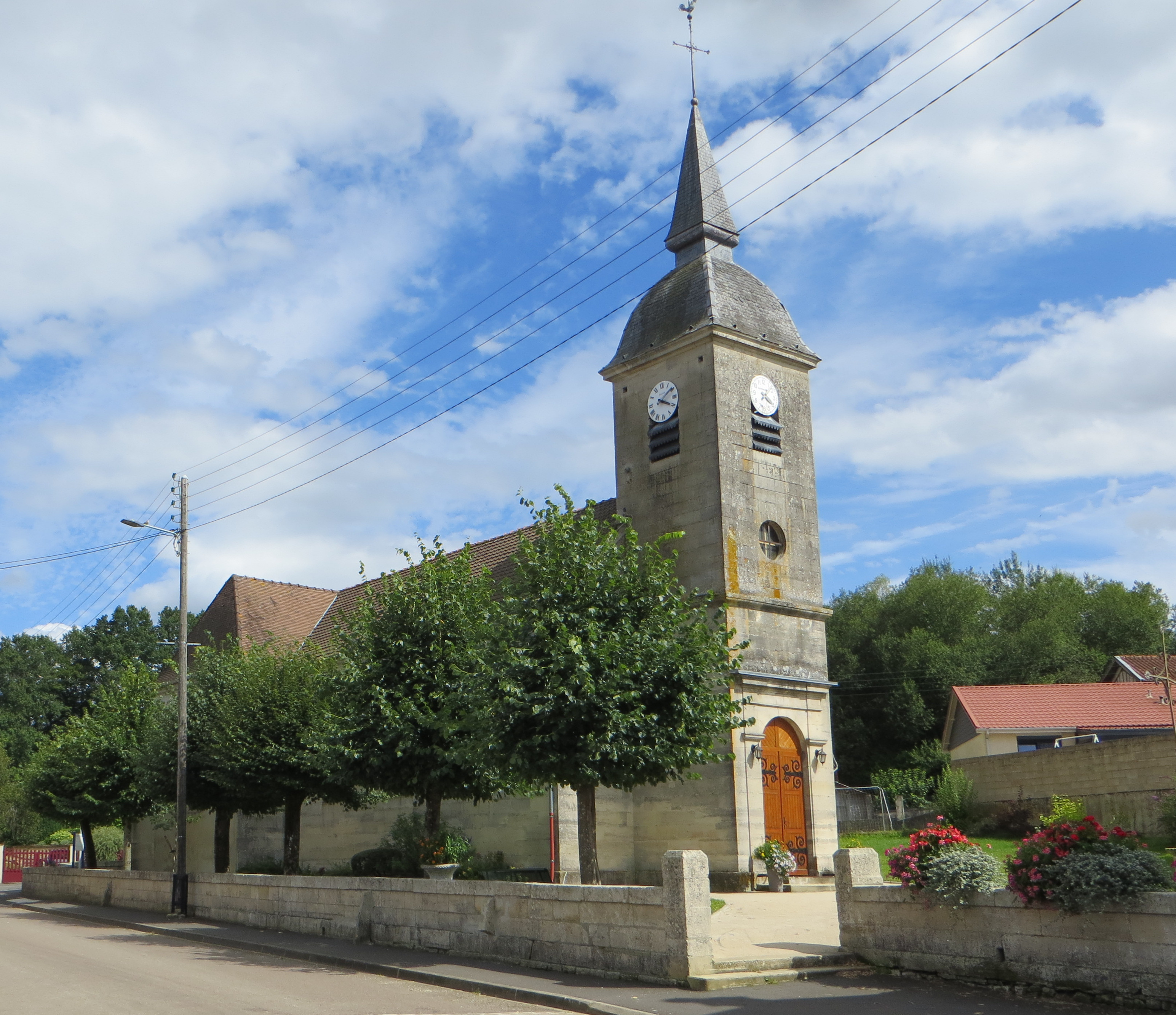
Église Notre-Dame-de-l'Assomption

- Canal de Saint-Dizier à Wassy, appelé canal de Wassy ou canal de la Blaise. Canal construit en 1881 qui se branchait sur le canal de la Marne à la Saône à l'église d'Hoéricourt, à 5 km de Saint-Dizier. Le canal avait une longueur de 23 km avec 8 écluses. Une écluse a été réalisée à Allichamps[23]. En 1940, les Allemands ont comblé le dernier bief du canal pour agrandir l'aérodrome de Saint-Dizier.